# Giorgio Santelli
Giorgio Santelli, född 24 november 1897 i Budapest, död 8 oktober 1985 i New York, var en italiensk fäktare.
Santelli blev olympisk guldmedaljör i sabel vid sommarspelen 1920 i Antwerpen.